# Abbaye de Weltenbourg
 (mai 2021).
Si vous disposez d'ouvrages ou d'articles de référence ou si vous connaissez des sites web de qualité traitant du thème abordé ici, merci de compléter l'article en donnant les références utiles à sa vérifiabilité et en les liant à la section « Notes et références ».
L’abbaye de Weltenbourg (en allemand Kloster Weltenburg) est un monastère bénédictin situé en Allemagne au bord du Danube à Weltenbourg dans l'arrondissement de Kelheim (Bavière).

## Première fondation
L’abbaye est située sur une péninsule au bord du Danube, appelée la gorge du Danube (de). Le monastère, fondé par des moines irlandais-écossais Eustache et Agile de Luxeuil en 617 d'après les préceptes de Saint Colomban, est célèbre pour être le plus ancien monastère de Bavière.
Au VIIIe siècle, l'abbaye Weltenburg adopte la règle de St. Benoît et est soutenue par le duc Tassilon III. Après la suppression de la fonction de duc de Bavière en 788 par Charlemagne, Weltenburg devint un monastère impérial. Craignant les raids hongrois, les moines quittent l'abbaye au début du Xe siècle. 
Elle a été un foyer de la Réforme grégorienne, appuyée par l'évêque Conrad de Ratisbonne.
Le cloître du monastère est entouré de constructions baroques, le plus remarquable de ceux-ci étant l'église de l'abbaye, dédiée à saint Georges qui fut construite par les frères Asam entre 1716 et 1739.
L'abbaye fut dissoute en 1803 lors la sécularisation des ordres monastiques de Bavière.

## Seconde fondation

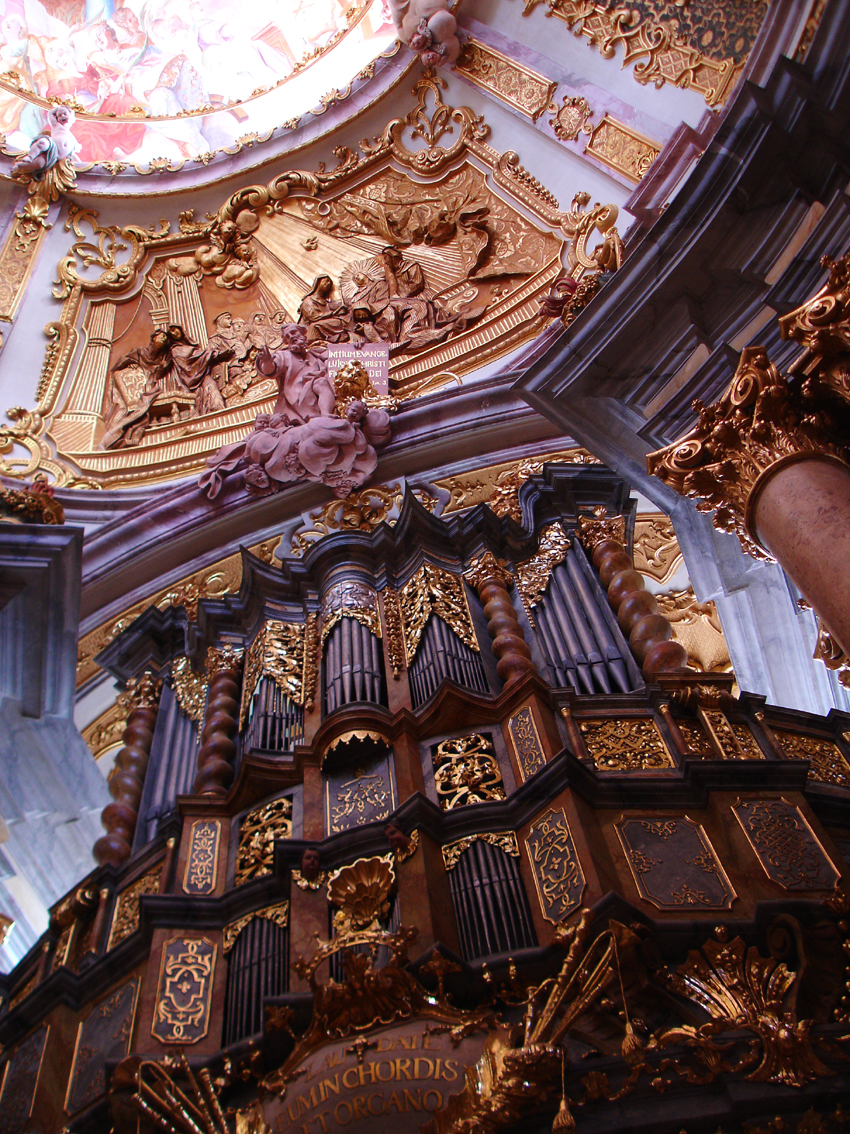
Vue des grandes orgues baroques

Après de longues négociations entre le monastère bénédictin de Metten et le roi bavarois Louis Ier, le 25 août 1842 l'abbaye de Weltenbourg est restaurée et refondée en tant que prieuré de l'abbaye de Metten. 
Par ordres du pape Pie IX, elle devient membre de la Congrégation bénédictine de Bavière de la Confédération bénédictine à partir du 5 février 1858 et est élevée au rang d'abbaye à titre propre en 1913.
À côté des traditionnelles tâches d'hospitalité, l'abbaye a la responsabilité pastorale de quatre paroisses.

## Brasserie de l'abbaye
La brasserie de l'abbaye de Weltenbourg (en allemand : Weltenburger Klosterbrauerei) est la plus vieille brasserie de monastère du monde aux côtés de Weihenstephan, ayant commencé son activité en 1040 (mais dont la date réelle est contestée). Elle produit les bières :
- Weltenburger Kloster Barock Dunkel qui reçut l'Award mondial de la bière en 2004 comme meilleure bière Dunkel au monde.
- Weltenburger Kloster Asam Bock
- Weltenburger Kloster Anno 1050
- Weltenburger Barock Hell
- Weltenburger Urtyp Hell
- Weltenburger Weißbier hell
- Weltenburger Weißbier dunkel
- Weltenburger Weißbier alkoholfrei
- Weltenburger Pils
- Weltenburger Kloster Winter-Traum